# 那氏碘泡虫
那氏碘泡虫（学名：Myxobolus narzikulovi）为碘泡科碘泡虫属的动物。分布于俄罗斯以及湖北等，营寄生生活，寄生在鲢的鳃。